# Pantoporia glora
Pantoporia glora är en fjärilsart som beskrevs av Napoleon Manuel Kheil 1884. Pantoporia glora ingår i släktet Pantoporia och familjen praktfjärilar. Inga underarter finns listade i Catalogue of Life.